# بنك مصر لبنان
بنك مصر لبنان ش.م.ل. (BML)، من أقدم المصارف اللبنانية، تأسس عام 1929، ويملك 20 فرعا في كافة المناطق اللبنانية (منها 17 مغلق بشكل مؤقت) ، ويبلغ رأسماله 120 مليار ليرة لبنانية.